# Димитър Шарланджиев
Димитър Петров Шарланджиев е деец на Вътрешната македонска революционна организация (обединена).

## Биография
Димитър Шарланджиев е роден на 6 октомври 1908 година в беласишкото село Горни Порой, днес в Гърция. Брат е на Тодор Шарланджиев. Емигрира в България и се установява в Горна Джумая, където под менторството на Арсо Поптодоров става член на ВМРО (обединена). Става член на Македонската народна студентска група „Гоце Делчев“, легален клон на ВМРО (обединена) и е редактор на органа ѝ „Македонски студентски лист“. Арестуван е от властите. МНСГ застава на откровени македонистични позиции и от нея през януари 1934 година се отцепва групата около Васил Хаджикимов, който с Борис Михов издава вестник „Македонска борба“. Тя изключва от редовете си Васил Ивановски, Д. Танов, Коста Веселинов, Асен Чаракчиев и Димитър Шарланджиев с обвинение, че петимата се придържат към „неоснователната теория за македонска нация и национален гнет в Пиринско“. Шарланджиев е член и на Македонския литературен кръжок.